# Megabalanus
Megabalanus es un género de cirripedios o percebes de la familia Balanidae. Los miembros del género pueden alcanzar 7 cm de longitud y habitan la zona intermareal inferior y submareal de las costas marinas. Secreta una concha de carbonato de calcio compuesta por placas. Alcanza hasta 7 cm de altura.

## Ecología
Al igual que otros percebes, se alimentan por suspensión, absorbiendo partículas de la columna de agua. M. tintinnabulum tiene una distribución mundial y se encuentra comúnmente en costas de alta energía, en la zona intermareal inferior. Suelen crecer en grupos de unos 12 individuos. Otras especies son más selectivas, como M. californicus, de hábitats litorales de la costa del Pacífico de Norteamérica.
Megabalanus compite por el espacio creciendo rápidamente hasta alcanzar un tamaño muy grande, a diferencia de organismos como las lapas y los mitílidos (mejillones, mejillines, cholgas y otros) que lo hacen produciendo muchos organismos por repoducción sexual. Su gran tamaño también ayuda a reducir la depredación por depredadores no humanos. Al mismo tiempo, los hace lo suficientemente grandes como para ser cosechados para el consumo humano.

## Utilidad geológica

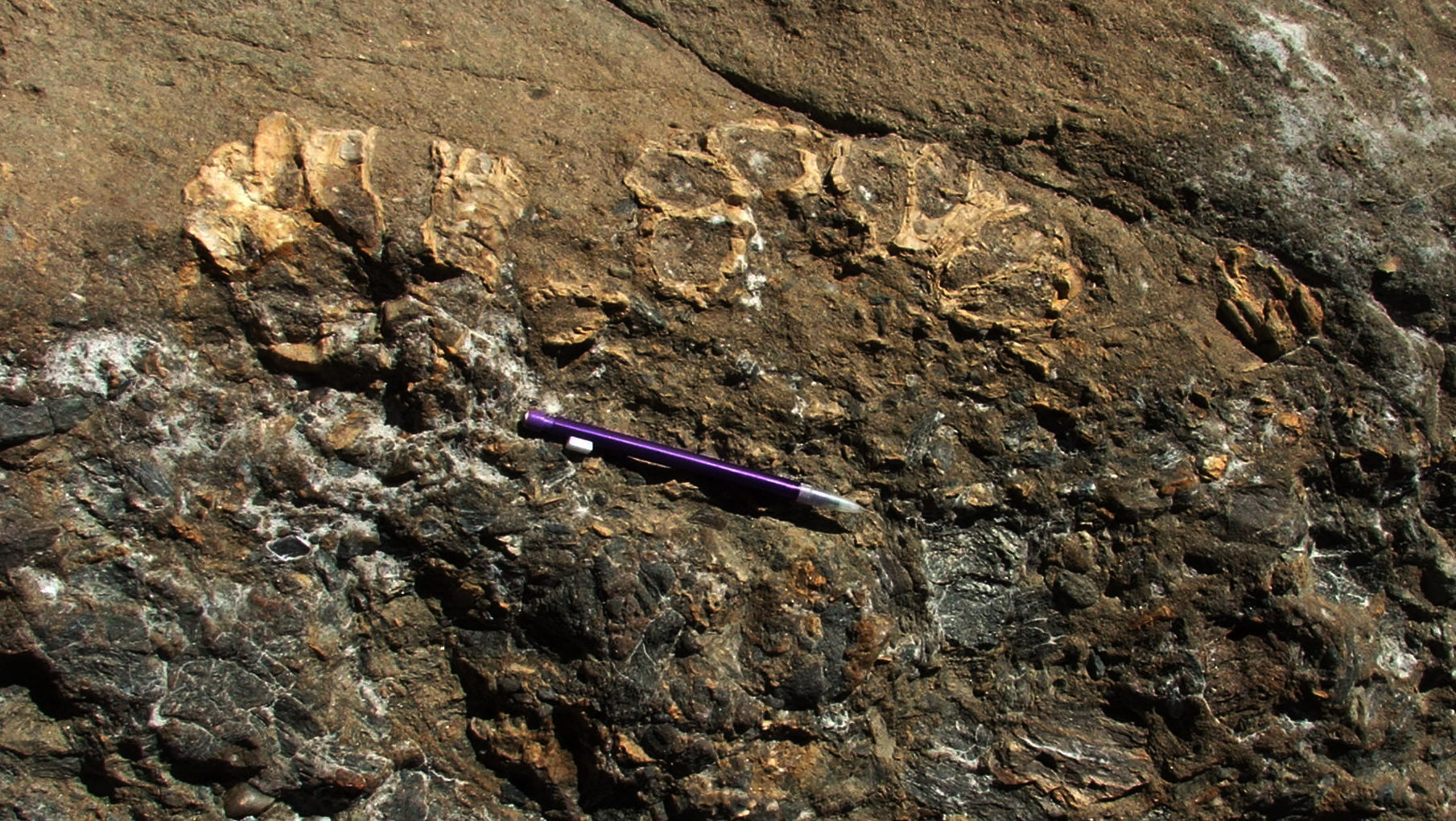
M. tintinnabulum fosilizado (?), que creció en un abanico de escombros rocosos (preservado como brecha oscura, parte inferior) y fue sofocado por la deposición de arenas (capa superior naranja), por lo que se conservó in situ.

Se han encontrado especímenes fosilizados de Megabalanus que datan del Mioceno.  Los fósiles se conservan en grandes cantidades en la Cuenca de Tabernas de España. Un estudio de caso de esta área mostró que el estado de conservación de los organismos permite estimar la distancia que fueron transportados post mortem. Dado que la especie vive hoy en día en la zona intermareal, esto permite realizar una estimación de la distancia desde la costa y, por implicación, la profundidad del agua. Estas observaciones están respaldadas por la aparición del fósil traza de aguas profundas Zoophycum en las aguas más profundas previstas, lo que sugiere que los percebes pueden ser un buen indicador de la profundidad del agua.

## Especies
El Registro Mundial de Especies Marinas (World Register of Marine Species, WORM) incluye estas especies en el género: 
- Megabalanus ajax (Darwin, 1854)
- Megabalanus antillensis (Pilsbry, 1916)
- Megabalanus azoricus (Pilsbry, 1916) (Balano de las Azores)
- Megabalanus californicus (Pilsbry, 1916) (Balano de California)
- Megabalanus clippertonensis Zullo, 1969
- Megabalanus coccopoma (Darwin, 1854) (Balano titán)
- Megabalanus costatus (Hoek, 1913)
- Megabalanus crispatus (Schröter) Darwin, 1854
- Megabalanus dolfusii (de Alessandri, 1907)
- Megabalanus dorbignii (chenu, 1843)
- Megabalanus galapaganus (Pilsbry, 1916)
- Megabalanus giganteum (Kolosváry, 1949)
- Megabalanus honti (Kolosváry, 1950)
- Megabalanus hungaricus (Kolosváry, 1941)
- Megabalanus javanicus (Whithers, 1923)
- Megabalanus leganyii (Kolosváry, 1950)
- Megabalanus linzei (Foster, 1978)
- Megabalanus multiseptatus (Ross, 1964)
- Megabalanus occator (Darwin, 1854)
- Megabalanus peninsularis (Pilsbry, 1916)
- Megabalanus plicatus (Hoek, 1913)
- Megabalanus rosa Pilsbry, 1916
- Megabalanus seguenzai (de Alessandri, 1895)
- Megabalanus spinosus (Gmelin, 1791)
- Megabalanus stultus (Darwin, 1854)
- Megabalanus tanagrae (Pilsbry, 1928)
- Megabalanus tintinnabulum (Linnaeus, 1758) (titan acorn barnacle)
- Megabalanus transsylvanicus (Kolosváry, 1950)
- Megabalanus transversostriatus (Beurlen, 1958)
- Megabalanus tulipiformis (Ellis, 1758)
- Megabalanus validus Darwin, 1854
- Megabalanus venezuelensis (Weisbord, 1966)
- Megabalanus vesiculosus (Darwin, 1854)
- Megabalanus vinaceus (Darwin, 1854)
- Megabalanus volcano (Pilsbry, 1916)
- Megabalanus xishaensis (Ren & Liu, 1978)
- Megabalanus yamaguchii Karasawa & Kobayashi, 2025
- Megabalanus zebra Russell et al., 2003